# Odontocepheus florens
Odontocepheus florens är en kvalsterart som först beskrevs av Balogh och Sandór Mahunka 1967.  Odontocepheus florens ingår i släktet Odontocepheus och familjen Carabodidae. Inga underarter finns listade i Catalogue of Life.